# Programa de Mamífers Marins de la Marina dels Estats Units
El Programa de Mamífers Marins de la Marina dels Estats Units (United States Navy Marine Mammal Program, NMMP) és un programa dirigit per la marina dels Estats Units que estudia les aplicacions militars dels mamífers marins (principalment el dofí mular i el lleó marí de Califòrnia) i els ensinistra per dur a termes tasques com ara la protecció de naus i ports, la detecció i neteja de mines i la recuperació d'objectes. Es basa a San Diego (Califòrnia) on els animals són entrenats contínuament. Els animals de l'NMMP han estat destinats a zones de combat, particularment en la guerra del Vietnam i la guerra de l'Iraq. El programa començà a la dècada del 1960 i originalment estava previst que arribés a la seva fi el 2017 amb la substitució dels animals per robots i drons submarins.
És objecte de controvèrsia, principalment pel tractament dels animals i l'especulació sobre la natura de l'ensinistrament i de les missions dutes a terme. Aquesta polèmica és deguda com a mínim en part al fet que el programa restà en el secret fins a principis de la dècada del 1990. Des d'aleshores, moltes organitzacions de protecció dels animals s'han preocupat pel benestar d'aquests animals, la majoria oposant-se al seu ús fins i tot en rols que no són de combat, com ara la detecció de mines. La marina defensa el programa apuntant al bon tracte i el seguiment veterinari que reben els animals en tot moment.